# أثارية
الأعضاء الأثارية (بالإنجليزية: Vestigiality) هي أعضاء في جسم الكائن الحي تكون أصغر وأبسط من نظيرتها في أفراد من نفس النوع وتكون هذه الأعضاء فقدت أو شبه فقدت وظائفها الأساسية خلال التطور أو تضمر أو أصبح لها وظيفة جديدة تماما. أو أن تختفي تماما. الأثارية هي دليل على صحة التطور؛ فلا يوجد تفسير لوجودها سوى حدوث تطور. الأثارية لها أشكال متنوعة سواء تشريحية أو سلوكية أو كيمياء-حيوية. بعضها يختفي في مرحلة تكون الجنين وأخرى تبقى طوال حياة الكائن الحي.

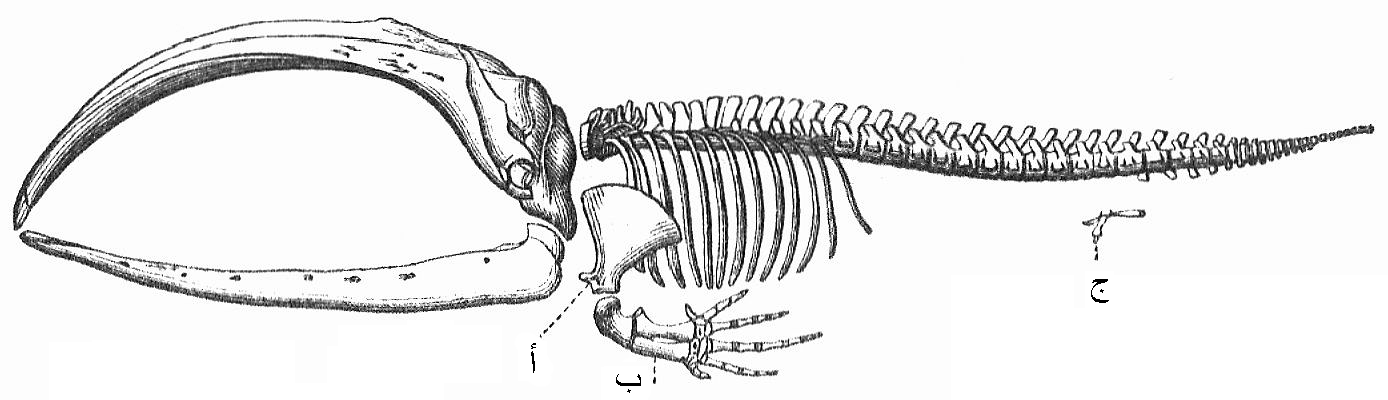
هيكل عظمي لحوت باليني. حرف ج يشير إلى عظام ارجل أثارية وهو ما يعد دليلا على وجود تكيف في الانتقال من البر إلى البحر

## نظرة عامة
قد تتخذ الميزات الأثارية أشكالاً مختلفة، فعلى سبيل المثال قد تكون أنماطاً سلوكيَّة أو بنى تشريحية أو عمليات كيميائية حيوية، وتتميَّز مثلها مثل معظم الخصائص الفيزيائية الحيوية الأخرى بأنَّها قد تظهر وتتطور وتستمر أو تختفي حتى على مراحل مختلفة في دورة حياة الكائن الحي، بدءاً من تطوره الجنيني المبكر وصولاً لمراحل البلوغ المتأخرة.
أمَّا من الناحية البيولوجية فيشير هذا المصطلح تحديداً إلى الكائنات الحية التي تحتفظ بالأعضاء التي فقدت وظيفتها الأساسية، ورغم كون هذه القضية مثيرة للجدل فإنَّها من المعارف التطورية الشائعة، ويمكن أن يشير مصطلح الأثارية إلى العديد من الميزات المحكومة بالوراثة سواءٌ الشكلية منها أو السلوكية أو الفيزيولوجية، وتجدر الإشارة إلى نقطة هامة هنا فعندما نطلق على ميزة أو صفة ما أنها أثارية فهذا لا يعني بالضرورة أنها عديمة الفائدة تماماً، والمثال التقليدي الذي يمكن طرحه على المستوى التشريحي هو الزائدة الدودية، فعلى الرغم من كونها لا تقوم بأي وظيفة هضمية هامة إلَّا أنها تؤدي أدواراً مناعية وتفيد أيضاً في الحفاظ على الفلورا المعوية.
ويمكن تطبيق نفس المفهوم على المستوى الجزيئي فبعض أجزاء الحمض النووي DNA عند حقيقيات النوى ليس لها أي وظيفة بيولوجية معروفة، مع ذلك فمن الصعب القول بأنَّ تسلسلاً معيناً في منطقة معينة من الحمض النووي غير وظيفي بشكل مؤكد، لأنَّ عدم معرفة الوظيفة لا يعني عدم وجودها، وفوق ذلك فحتى لو كان جزء من تسلسل الحمض النووي عديم الوظيفة فإنَّ ذلك لا يعني أنَّه نتج من تسلسل الحمض النووي الوظيفي عند الأسلاف ومن المنطقي القول بأنَّه ليس من الصفات الأثارية، في المقابل، فإنَّ الجينات الكاذبة قد فقدت قدرتها على ترميز البروتين أو أنَّ البروتينات التي ترمزها لم تعد تعبِّر عن نفسها في الخلية سواء أكان لديها وظيفة بالفعل أم لا، أي أنَّ الجينات الكاذبة فقدت وظيفتها السابقة وبهذا المعنى فهي تتناسب مع تعريف الأعضاء الأثارية.
غالباً ما تُسمى البنى الأثارية بالأعضاء الأثارية على الرغم من أنَّ كثيراً منها ليس أعضاءً في واقع الأمر، وعادةً ما تكون هذه البنى الأثارية ضامرة أو متراجعة أو بدائية، وعلى الرغم من أنَ البنى التي تُعتبر عادةً «أثارية» قد فقدت بعضاً من الأدوار الوظيفية التي لعبتها في الأسلاف أو فقدتها جميعها، ولكنها قد تحتفظ بوظائف أقل أو قد تتكيف مع أدوار جديدة عند الأفراد الجدد.

## التاريخ
لوحظت الأعضاء الأثارية منذ أقدم العصور، ولكنَّ سبب وجودها بقي دون تفسير لفترة طويلة حتى قدَّمت نظرية التطور التي وضعها تشارلز داروين تفسيراً مقبولاً على نطاق علمي واسع.
كان أرسطو من أوائل من أشاروا للأعضاء الأثرية في كتابه الشهير «تاريخ الحيوان» الذي كتبه في القرن الرابع الميلادي، ورغم هذه الإشارة المبكرة ولكنَر الأعضاء الأثارية لم تصبح موضوع دراسة وبحث علمي جدي إلَّا في عام 1798 عندما كتب إتيان جيفري سان هيلير عن الأعضاء الأثرية:
«على الرغم من أنَّ هذه الأعضاء غير فعالة أو مجدية في ظل الظروف البيئية الحالية ولكنها مازالت موجودة ولم تختفِ نهائياً لأنَّ الطبيعة لا تعمل أبداً من خلال القفزات السريعة، بل إنَّها تترك دائماً بقايا للعضو الأثري بالرغم من كونه غير ضروري وظيفياً».
وكذلك فعل زميله جان باتيست لامارك عندما حدَّد عدداً من الأعضاء الأثارية في كتابه «فلسفة علم الحيوان» الصادر عام 1809، ومن الأمثلة التي ذكرها في كتابه هذا حيوان Spalax Olivier الذي يعيش تحت الأرض مثل الخلد ولا يتعرض لضوء النهار إلَّا نادراً ونتيجةً لذلك فقد فقدت هذه الحيوانات البصر بشكلٍ كامل ولا يظهر عندها أكثر من بقايا للأعضاء البصرية.
من جهته كان تشارلز داروين على دراية بمفهوم الأعضاء الأثارية على الرغم من أنَّ هذا المصطلح لم يكن موجوداً وقتها، وأدرج العديد من هذه الأعضاء الأثارية في كتابه أصل الأنواع، بما في ذلك عضلات الأذن وأسنان العقل «الحكمة» وعظم الذيل وشعر الجسم والطيات نصف الهلالية في زاوية العين، وأكَّد أيضاً في نفس الكتاب على أنَّ الأعضاء الأثارية قد تكون عديمة الفائدة عند النظر لوظيفتها الأساسية ولكنَّها ما زالت تحتفظ ببعض الأدوار التشريحية الثانوية.
وفي عام 1893 نشر روبرت فيدرشهايم كتاب "بنية الإنسان"، وهو كتاب يدرس التشريح البشري ويوضِّح أهميته في تاريخ التطور الإنساني، وقد احتوى هيكل الإنسان على قائمة تضم 86 عضواً بشرياً وصفها فيدرشهايم بأنَّها "أصبحت أعضاء بدون وظيفة كليَّاً أو جزئيَّاً، بعض هذه الأعضاء يوجد عند الأجنة فقط، بينما تتواجد أعضاء أخرى أثناء الحياة بشكل مستمر أو غير ثابت، منذ ذلك الوقت وحتى الآن تمَّ اكتشاف وظائف للعديد من هذه الأعضاء، ومن جهة أخرى تمَّ اكتشاف أعضاء أو بقايا تشريحيَّة أثارية أخرى، مما جعل للقائمة التي كتبها فيدرشهايم أهميَّة خاصة لأنَّها أصبحت بمثابة سجل حول معارفنا بعلم التشريح البشري في ذلك الوقت، وتمَّ توسيع قائمة فيدرشهايم لاحقاً لتشمل 180 عضواً بشريَّاً أثاريَّاً، وربَّما يكون هذا هو السبب الذي جعل عالم الحيوان هوراشيو نيومان يقول: "وفقاً لفيدرشهايم هناك ما لا يقلُّ عن 180 من الأعضاء الأثارية في جسم الإنسان، وهذا العدد كافي لجعل الإنسان متحفاً تاريخياً حقيقياً من الأعضاء الأثارية".

## السلف المشترك ونظرية التطور
غالباً ما تكون الأعضاء الأثارية في أنواع معينة متشابهة مع أعضاء طبيعيَّة وظيفية في الأنواع الأخرى، ولذلك يمكن اعتبار الأعضاء الأثارية دليلاً على التطور، ويمكن أن يُعزى وجود الصفات الأثارية إلى التغيُّرات التي تحدث في البيئة وإلى أنماط سلوك الكائن الحي المعني، ومع مرور الوقت لعب الانتقاء الطبيعي دوراً كبيراً في هذا الصعيد فتمَّ اختيار الأعضاء الأكثر فائدة ومع استمرار عملية الانتقاء أهملت بعض الأعضاء لأنَّ وظيفتها لم تعد مفيدة للبقاء على قيد الحياة، بل وقد تصبح ضارة بالكائن الحي في حالات أخرى، على سبيل المثال قد تصاب عيون الخلد بآفات أو أمراض معينة، ومع أنَّ الأعضاء عديمة الفائدة لا تسبِّب أي ضرر مباشر في كثير من الحالات، ولكنَّها تتطلَّب طاقة إضافية من أجل التطوير والصيانة، كما أنَّها تشكل خطراً إضافيَّاً على الكائن من حيث تعرضها للأمراض وخصوصاً الإنتانات والسرطان، كلُّ هذا يوفِّر ضغوطاً انتقائية لإزلة هذه الأجزاء التي لا تساهم في تكيف الكائن الحي وتناسبه مع بيئته.
عادةً ما تستغرق البنى غير الضارة وقتاً طويلاً للتخلص التدريجي منها، ومع ذلك فقد تستمر بعض البنى الأثارية بسبب القيود الموجودة في عملية التطور بحيث لا يمكن أن يحدث الفقد الكامل للعضو دون حدوث تغييرات كبيرة في نمط حياة الكائن الحي أو في بيئته، ومن المحتمل أن تؤدي هذه التعديلات إلى آثار جانبية سلبية عديدة، فمثلاً لا تزال أصابع العديد من الحيوانات كالخيول التي تستخدم الحوافر واضحةً في شكل أثاري وقد تصبح واضحة بشكل أكبر من وقت لآخر عند بعض أفراد النوع.

## أمثلة

### في الحيوانات غير البشرية
توجد الأعضاء الأثارية في جميع أرجاء مملكة الحيوان تقريباً، ويمكن إعطاء قائمة لا حصر لها من الأمثلة عليها، يقول داروين: «من المستحيل تقريباً تسمية أحد الحيوانات العليا التي ليس فيها أعضاء أو أجزاء في حالة بدائية».
أجنحة النعام وغيرها من الطيور التي لا تطير هي أعضاء أثارية من بقايا أجنحة أسلافهم من الطيور التي كانت تطير، عيون بعض الحيوانات التي تعيش في الكهوف أو تحت الأرض هي أعضاء أثارية لأنَّها لا تقوم بوظيفة الرؤية، وهي عبارة عن بقايا من عيون أسلافهم الوظيفية، مثالٌ آخر نجده عند الحيوانات التي تتكاثر بدون ممارسة الجنس (عن طريق التكاثر اللاجنسي) والتي تفقد صفاتها الجنسية، مثل القدرة على تحديد الجنس الآخر والتعرف عليه وتفقد سلوكيات الجماع أيضاً.
في الأمثلة السالفة الذكر تصبح الأعضاء أثارية نتيجة للتطور التكيفي والانتقاء الطبيعي، ومع ذلك فهناك العديد من الأمثلة عن الأعضاء الأثرية الناتجة عن الطفرات الشديدة، وعادة ما تكون نتائج هذه الطفرات ضارة أو غير قابلة للتكيف مع البيئة، وتعتبر الأجنحة الأثارية عند ذبابة الفاكهة إحدى أقدم الأمثلة الموثقة عنها، لاحقاً اكتشفت العديد من الأمثلة الأخرى عن أعضاء أثارية ظهرت عن طريق الطفرات.